# Benzoyl

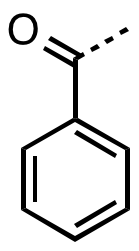
Benzoylová skupina

Benzoyl (někdy označovaný zkratkou Bz) je v organické chemii acylová funkční skupina formálně odvozená od benzoové kyseliny odtržením OH skupiny, její vzorec je C6H5CO- nebo také zkráceně PhCO-.

## Názvosloví
Název benzoyl, ač odvozen z triviálního názvu karboxylové kyseliny – benzoové, je akceptovaným preferovaným názvem v současném názvosloví IUPAC. Systematická varianta názvu je benzenkarbonyl.

## Příklady sloučenin
- Benzofenon
- Benzoylchlorid
- Dibenzoylperoxid